# 파나마 여자 축구 국가대표팀
파나마 여자 축구 국가대표팀은 파나마를 대표하는 여자 축구 대표팀으로 파나마 축구 협회에서 관리한다. 2002년 7월 28일 과테말라와의 2002년 CONCACAF 여자 골드컵 중앙아메리카 지역 예선 1차전에서 국제 A매치 첫 경기를 치렀으며 이 경기에서 2-1로 승리했다.

## 국제 대회 경력

### CONCACAF W 챔피언십
CONCACAF W 챔피언십 본선에는 4번 출전하여 이 중 2018년 대회에서 4위에 입상하며 파나마 여자 축구 역사상 가장 좋은 성적을 거둔 국제 대회로 기록되었으나 2018년 코파 아메리카 페메니나 3위팀인 아르헨티나와의 2019년 FIFA 여자 월드컵 예선 대륙간 플레이오프에서 1·2차전 합계 1-5로 대패하며 사상 첫 여자 월드컵 본선행에는 실패했다.

### FIFA 여자 월드컵
2022년 CONCACAF W 챔피언십 5위로 2023년 FIFA 여자 월드컵 예선 대륙간 플레이오프에 진출하여 대륙간 플레이오프 1라운드에서 파푸아뉴기니, 2라운드에서 파라과이를 차례대로 꺾고 사상 첫 여자 월드컵 본선 진출권을 따냈다.

### 팬아메리칸 게임
팬아메리칸 게임 축구 본선에는 2번 출전하여 2번의 대회에서 모두 이렇다할 성과를 거두지 못한 채 하위권을 맴돌았다.

## 성적

### FIFA 여자 월드컵
| FIFA 여자 월드컵 기록 | FIFA 여자 월드컵 기록 | FIFA 여자 월드컵 기록 | FIFA 여자 월드컵 기록 | FIFA 여자 월드컵 기록 | FIFA 여자 월드컵 기록 | FIFA 여자 월드컵 기록 | FIFA 여자 월드컵 기록 | FIFA 여자 월드컵 기록 |
| Year                  | Result                | Pld                   | W                     | D*                    | L                     | GF                    | GA                    |                       |
| --------------------- | --------------------- | --------------------- | --------------------- | --------------------- | --------------------- | --------------------- | --------------------- | --------------------- |
| 1991                  | 불참                  | 불참                  | 불참                  | 불참                  | 불참                  | 불참                  | 불참                  |                       |
| 1995                  | 불참                  | 불참                  | 불참                  | 불참                  | 불참                  | 불참                  | 불참                  |                       |
| 1999                  | 불참                  | 불참                  | 불참                  | 불참                  | 불참                  | 불참                  | 불참                  |                       |
| 2003                  | 지역 예선 탈락        | 지역 예선 탈락        | 지역 예선 탈락        | 지역 예선 탈락        | 지역 예선 탈락        | 지역 예선 탈락        | 지역 예선 탈락        |                       |
| 2007                  | 지역 예선 탈락        | 지역 예선 탈락        | 지역 예선 탈락        | 지역 예선 탈락        | 지역 예선 탈락        | 지역 예선 탈락        | 지역 예선 탈락        |                       |
| 2011                  | 불참                  | 불참                  | 불참                  | 불참                  | 불참                  | 불참                  | 불참                  |                       |
| 2015                  | 지역 예선 탈락        | 지역 예선 탈락        | 지역 예선 탈락        | 지역 예선 탈락        | 지역 예선 탈락        | 지역 예선 탈락        | 지역 예선 탈락        |                       |
| 2019                  | 지역 예선 탈락        | 지역 예선 탈락        | 지역 예선 탈락        | 지역 예선 탈락        | 지역 예선 탈락        | 지역 예선 탈락        | 지역 예선 탈락        |                       |
| 2023                  | 조별 리그             | 3                     | 0                     | 0                     | 3                     | 3                     | 11                    |                       |
| 2027                  |                       |                       |                       |                       |                       |                       |                       |                       |
| Total                 | 1/9                   | 3                     | 0                     | 0                     | 3                     | 3                     | 11                    |                       |

*Draws include knockout matches decided on penalty kicks.

### CONCACAF 여자 축구 선수권 대회
- 1991년: 불참
- 1993년: 불참
- 1994년: 불참
- 1998년: 불참
- 2000년: 불참
- 2002년: 조별 리그
- 2006년: 1라운드
- 2010년: 불참
- 2014년: 진출 실패
- 2018년: 4위 (아르헨티나와의 대륙간 플레이오프에서 패배)
- 2022년: 조별 리그

## 같이 보기
- 파나마 축구 국가대표팀